# جيمي جولد
جيمي جولد (بالإنجليزية: Jamie Gold)‏ هو وكيل مواهب أمريكي، ولد في 25 أغسطس 1969 في نيويورك في الولايات المتحدة.

## وصلات خارجية
- الموقع الرسمي
- جيمي جولد على موقع IMDb (الإنجليزية)